# Дрљача (оруђе)
Дрљаче служе за површинску допунску обраду земљишта после основне обраде (орања или риљања), даље уситњавање, равнање, покривање баченог ђубрива, разбијање покорице и уништавање корова.
У пољопривреди, дрљача је пољопривредна машина која се користи за површинску обраду тла. Користи се након орања за разбијање и заглађивање површине земљишта. Сврха дрљања је да се разбију грудве и да се обезбеди структура земљишта, која је погодна за сејање семена. Грубље дрљање се такође може користити за уклањање корова и за покривање семена након сетве.
Савремени развој традиционалне дрљаче је ротациона дрљача, која се често назива моторна дрљача.

## Употреба дрљаче
У савременој механизованој пољопривреди, фармер ће углавном користити две дрљаче, једну за другом. Тањирача се прво користи за резање великих грудава које је оставила плужна плоча плуга, а затим дрљача са опружним зубима. Да би се уштедели време и гориво, може да их вуче један трактор; тањирача се причврсти за трактор, а дрљача са опружним зубима се закачи директно иза ње. Резултат је глатко поље са прашкастом прљавштином на површини.
- Плуг са плужном плочом оставља јасне бразде (ровове) преко поља.
- Дрљача заглађује површину оранице.

## Типови
У хладнијим климатским условима најчешћи типови су тањирача, ланчана дрљача, зубна дрљача или шиљчана дрљача и опружна зубна дрљача. Ланчане дрљаче се често користе за лакши рад као што је нивелисање површине или покривање семена, док се тањираче обично користе за тешке радове, као што је после орања ради разбијања бусена. Поред тога, постоје различити типови моторних дрљача, код којих се култиватори покрећу на електрични погон са трактора, а не у зависности од његовог кретања унапред.
Зупчасте дрљаче се користе за побољшање стања лежишта за семе пре сетве, за уклањање ситног корова у растућим културама и за омекшавање међуредног земљишта како би се омогућило да се вода упије у подлогу. Четврта је ланчана диск дрљача. Дискови причвршћени за ланце повлаче се под углом преко тла. Ове дрљаче се брзо крећу по површини. Ланац и диск се ротирају да би остали чисти док разбијају горњу површину на око 1 in (3 cm) дубине. За сетву се припрема глатка леја једним пролазом.
Ланчано дрљање се може користити на пашњацима за расипање балеге и разбијање мртвог материјала (сламе) у травњаку, а на сличан начин у одржавању спортских терена, лако ланчано дрљање се често користи за изравнавање тла након тешке употребе, да се уклоне и изгладе трагови и удубљења чизама. Користи се на обрађеном земљишту у комбинацији са друга два типа. Ланчано дрљање котрља преостале веће грудве земље на површину где их временске прилике разлажу и спречавају ометање клијања семена.
Сва четири типа дрљача могу се користити у једном пролазу за припрему земљишта за сетву. Такође је уобичајена употреба било које комбинације две дрљаче за различите процесе обраде. Тамо где дрљање обезбеђује веома фину обраду, или је земља веома лагана тако да се лако може разнети ветром, ваљак се често додаје као последњи у комплету.
Дрљаче могу бити у виду неколико врста и тежина, у зависности од њихове намене. Скоро увек се састоје од чврстог оквира који држи дискове, зубе, повезане ланце или друга средства за кретање земље—али дрљаче са зупцима и ланцима често су подржане само крутом полугом за вучу на предњој страни комплета.
На јужној хемисфери, такозвани џиновски дискови су специјализоване врсте тањирача које могу да замене плуг у грубој земљи где плуг са плужном плочом не може да се носи са пањевима и камењем, а дишчани плуг је преспор (због његовог ограниченог броја дискова). Огромни дискови са заобљеним ивицама раде у комплету или оквиру, који је често оптерећен бетонским или челичним блоковима како би се побољшао продор резних ивица. Ова врста култивације обично је праћена расипањем ђубрења и сетве.

### Рото дрљача
Ротациона дрљача, или једноставно рото дрљача, има више сетова вертикалних зубаца. Сваки сет зубаца се ротира на вертикалној оси и обрађује тло хоризонтално. Резултат је да се, за разлику од ротационе фрезе, слојеви тла не преврћу или преокрећу, што је корисно у спречавању изношења успаваног семена корова на површину, а не постоји хоризонтално сечење подземног тла које може довести до формирања тврдог слоја.

### Клинаста дрљача
Клинаста дрљача је најшире коришћена дрљача. Састоји се из рама (од пљоснатог или угаоног челика) за који су везани на врху заоштрени зуби (квадратног, округлог или овалног пресека, а постоје и дрљача са еластичним зубима (спирално су увијени пре везе са рамом). Рам са зубима назива се крилом. Дрљаче се састоје од више крила, а најчешће су трокрилне или четворокрилне, а по начину дизања готово искључиво ношене. У зависности од величине и масе зуба, као и њиховог међусобног размака дрљаче могу да буду лаке средње и тешке. Распоред зуба мора да обезбеди да сваки од њих оставља засебан траг, а трагови треба да су на подједнаким одстојањима.
| Основни параметри    | лаке дрљаче | средње дрљаче | тешке дрљаче |
| маса зуба ()         | 0.5-1.0     | 0.9-2.0       | 2.8-4.8      |
| дужина зуба ()       | 10-15       | 10-25         | 15-30        |
| растојање трагова (cm) | 2-0-2.5     | 3.8-5.6       | 5.0-7.5      |
| дубина рада (cm)       | 2.0-3.8     | 3.8-7.5       | 7.5-12.5     |

Код појединих решења могуће је мењање угла зуба, тако да се окретањем зуба унапред постиже боље дробљење и продирање у земљиште, а окретањем уназад мање се гуше коровом и благо сабијају земљиште.

### Клатећа дрљача
Клатећа дрљача је новијег датума, по конструкцији је ношена, а састоји се од две или више попречних греда на којима су јаки клинови. Греде су у вези са вратилом трактора које их померају лево-десно, при чему клинови врло енергично ситне грудве тежих земљишта.
- Примитивна ("Орвелова") дрвена дрљача са радним телима од камена (лево: одоздо, десно: одозго).
- Рад дрљачом око 1440. (Молитвеник Војводе од Берија)
- Уситњавање и равнање земљишта дрљачом коју вуку коњи (1598. год).
- У европској хералдици на десетине градова имају мотив дрљаче на грбу (грб Ehweilerа у Немачкој).
- Дрљача са еластичним зубима.

## Историјска референца
У Европи су дрљаче коришћене у антици и средњем веку. Најстарија позната илустрација дрљаче налази се у 10. сцени таписерије из Бајеа из једанаестог века. Арапско помињање дрљача може се наћи у Набатејској пољопривреди (Китаб ал-Филаха ал-Набатија) Абу Бакр Ибн Вахшија (Китаб ал-Филаха ал-Набатиииа) из 10. века, али тврди се да проистиче из вавилонских извора.

## Занимљивост
Џорџ Орвел, 1937. године као војник антифашиста у Шпанском грађанском рату у Арагону, у једној “напуштеној колиби на ничијој земљи” нашао је примитивну дрљачу коју описује:
"Тамо је била врста дрљаче која је водила право до млађег каменог доба. Направљена је од дасака које су спојене до величине кухињског стола; у даскама урезано је стотине рупа, и у сваку од њих је углављен камен исклесан онако како је то рађено пре десет хиљада година."